# Lochteå kyrka

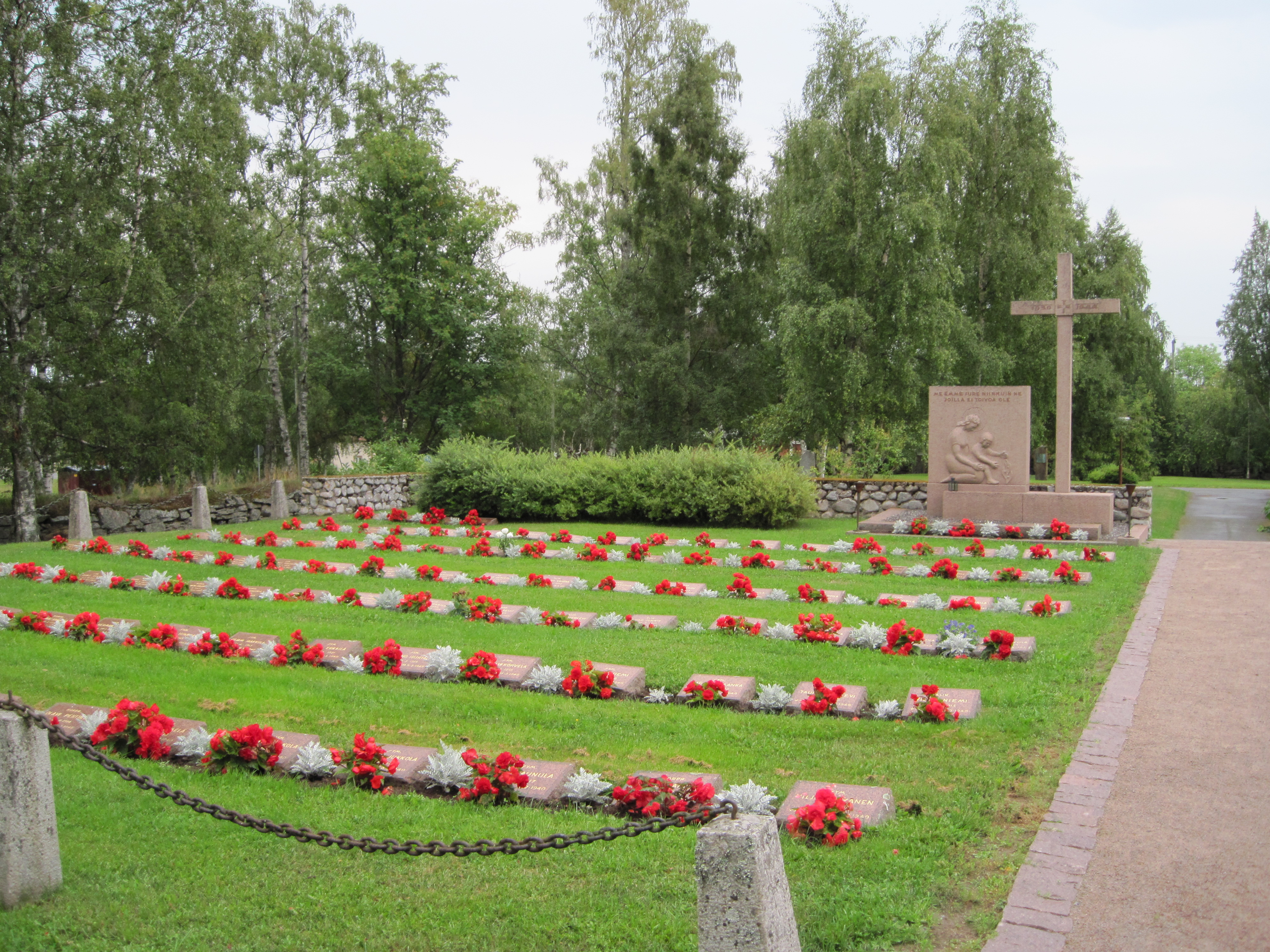
Lochteå kyrka, hjältegravarna
'Me emme sure niinkuin ne joilla ei ole toivoa (Vi sörjer inte som de som inte har något hopp]'

Lochteå kyrka är en korskyrka byggd i trä år 1768. Den används av Lochteå församling   i  Uleåborgs stift. Den nuvarande kyrkan är antingen den fjärde eller femte kyrkan i Lochteå. Den är byggdes högre upp än den tidigare med utsikt mot havet för att sjöfararna skulle kunna använda den som ett landmärke.
Från den tidigare kyrkan från år 1644 finns inventarier bevarade i den nuvarande kyrkan. Också stockar från den äldre kyrkan användes när den nya byggdes. 